# بیلی دلوز
بیلی دلوز (انگلیسی: Billy Delves؛ 1870 – ۱۹۰۸ (۳۷−۳۸ سال)) بازیکن فوتبال بود.
از باشگاه‌هایی که در آن بازی کرده‌است می‌توان به باشگاه فوتبال پورت ویل اشاره کرد.